# Crossocheilus diplochilus
Crossocheilus diplochilus es una especie de peces de la familia de los Cyprinidae en el orden de los Cypriniformes.

## Morfología
Los machos pueden llegar alcanzar los 10 cm de longitud total.

## Hábitat
Es un pez de agua dulce.

## Distribución geográfica
Se encuentran en Asia: cuenca del río Indo en el Pakistán, el Afganistán y la India. También está presente en  Irán. 